# Distichona discrepans
Distichona discrepans är en tvåvingeart som först beskrevs av Wulp 1890.  Distichona discrepans ingår i släktet Distichona och familjen parasitflugor. Inga underarter finns listade i Catalogue of Life.